# Austal
Austal est une entreprise australienne spécialisée dans la construction et le design de bateaux en aluminium. Elle produit principalement des ferries, des yachts de luxe et des navires militaires.
Austal se classait en 2023 au 74e rang mondial pour la production d'armement.

## Historique
L’entreprise est implantée à Henderson en Australie, Balamban aux Philippines et Mobile aux États-Unis.
En novembre 2011, Austal acquiert un chantier naval à West Cebu Industrial Park aux Philippines dans le but d’étendre ses lieux de production. Austal investit pour augmenter les capacités du chantier naval tandis que la construction du premier bateau débute au premier trimestre 2012.

## Navires construits
- Aremiti 5
- Alakai
- MV Westpac Express (HSV-4676)
- Classe Spearhead
- Classe Independence (littoral combat ship)